# Boelgakovhuis
Het Boelgakovhuis (Russisch: Музей-театр "Булгаковский Дом", Moezej-teatr "Boelgakovski Dom") is gevestigd op het gelijkvloers van de Bolsjaja Sadovaja oelitsa 10 in Moskou, in het gebouw waar de Sovjet-schrijver Michail Boelgakov heeft gewoond, en waar zich ook belangrijke scènes uit zijn bekende roman De Meester en Margarita afspelen. Het museum werd opgericht als een privé-initiatief op 15 mei 2004.
In hetzelfde gebouw, in het appartement nummer 50 op de vierde verdieping, is nog een tweede museum gevestigd dat de herinnering aan Boelgakov levendig houdt, het Museum M.A. Boelgakov (Russisch Музей М. А. Булгаков). Dit tweede museum is een overheidsinitiatief, en werd opgericht op 26 maart 2007.
Tussen beide musea bestaat een rivaliteit, die vooral onderhouden wordt door het later opgerichte officiële Museum M.A. Boelgakov, dat zich steevast voorstelt als "the first and only Memorial Museum of Mikhail Bulgakov in Moscow.
In de omgeving van het Boelgakovhuis bevinden zich nog veel andere locaties die een rol spelen in de roman De Meester en Margarita, zoals de Patriarchvijver, het Theater Variété en het schrijvershuis Gribojedov.

## Het gebouw
Het gebouw was oorspronkelijk bestemd voor luxueuze huurflats en werd tussen 1902 en 1905 gebouwd in opdracht van de Russische miljonair Ilja Pigit, eigenaar van het tabaksbedrijf Doekat. Het gebouw werd opgetrokken in de zogenaamde Russische art-nouveau-stijl in een periode dat Moskou tot volle bloei kwam en er veel nieuwe lanen, omzoomd met bomen werden aangelegd. De Bolsjaja Sadovaja oelitsa of de Grote Tuinstraat was een van die lanen, en maakte deel uit van de Tuinring rond het centrum van Moskou. In juni 1917, vlak vóór de Oktoberrevolutie verkocht Ilja Pigit het gebouw aan een privaat immobiliënbedrijf. Het bleek een goede zet, want na de revolutie werd het door het nieuwe Sovjet-bewind opgeëist om een van de eerste gemeenschappelijke appartementen in Moskou te worden. In 1938 verloor het gebouw veel van zijn oorspronkelijke charme omdat het voortuintje moest wijken voor een verbreding van de straat.
In september 1921 kwam de Sovjet-auteur Michail Boelgakov zich met zijn eerste echtgenote Tatjana Nikolajevna Lappa vestigen in het appartement nummer 50 op de vierde verdieping. Boelgakov, die een hevige tegenstander was van het Sovjet-regime, heeft meermaals zijn weerzin tegen de gemeenschappelijke appartementen, en vooral het appartement nummer 50 van Bolsjaja Sadovaja oelitsa 10 beschreven:

Weet dat in Bolsjaja Sadovajastraat

Een kloek en degelijk woonblok staat.

In dat blok onze broeders in het kwaad:

Het georganiseerde proletariaat.

Boelgakov gebruikte het gebouw als een van de belangrijkste locaties in zijn roman De Meester en Margarita, waarin hij het omschrijft het Vervloekte Appartement. In De Meester en Margarita gaf Boelgakov het gebouw niet het nummer 10, maar het nummer 302-bis. Dat deed hij om de complexiteit van de Sovjet-administratie in zijn tijd te hekelen.
In de zomer van 1924 kreeg Boelgakov het voor elkaar om naar het veel rustiger appartement nummer 34 op de vijfde verdieping te kunnen verhuizen, waarvan hij ook enkele kenmerken heeft overgenomen in zijn beschrijving van het appartement nummer 50 uit de roman. Zijn echtgenote Tatjana Lappa zou pas later beseffen dat Boelgakov die verhuizing geregeld had om haar niet in een onplezierige omgeving te moeten achterlaten, want enkele maanden later zou Boelgakov zelf het gebouw verlaten om in te trekken bij Ljoebov Jevgenjeva Belozerskaja, waar hij in april 1925 mee zou trouwen.
Ooit was in de kelder van dit gebouw een café gevestigd, dat De Stallen van Pegasus heette. De Russische dichter Sergej Jesenin zou daar zijn latere vrouw, de Amerikaanse danseres Isadora Duncan, ontmoeten.

## Geschiedenis van het museum
Lang voor er een Boelgakov museum bestond in Moskou, was Bolsjaja Sadovaja oelitsa 10 een soort pelgrimsoord voor de fans van de schrijver. De wand van het trappenhuis dat leidt naar het appartement nummer 50 werd overstelpt met graffiti, tekeningen en citaten uit De Meester en Margarita.
Tussen 1984 en 1986 werden het huis, de traphal en het appartement het onderwerp van een strijd tussen de officiële instanties, de huisbewaarder en de makers van graffiti. De graffiti werden regelmatig weggehaald en overschilderd, maar fans kwamen telkens terug om nieuwe graffiti te plaatsen. De huisbewaarder verving meermaals de veiligheidscode van de ingang, maar die werd telkens gebroken. Uiteindelijk gaven de officiële instanties het op. In de lente van 1988 gaf de stedelijke overheid de toelating om een officieel museum in te richten, maar het zou nog even duren eer dat dat er ook echt kwam.
In het begin van de 21ste eeuw werd het hele huizenblok gerenoveerd, en begin 2004 slaagden een handvol enthousiaste Boelgakov-adepten er in om een museum op te richten in Blosjaja Sadovaja nummer 10. Op 15 mei 2004, de verjaardag van Michail Boelgakov, werd het Boelgakovhuis geopend. Omdat het appartement nummer 50 op dat ogenblik niet beschikbaar was, nam het Boelgakovhuis zijn intrek op het gelijkvloers van het gebouw.

## Activiteiten

### Het Boelgakovhuis
Het eigenlijke museum beschikt over een uitgebreide verzameling van documenten, foto's en persoonlijke bezittingen van Michail Boelgakov, die permanent tentoongesteld worden in de verschillende ruimten. Daarnaast zijn er ook audiovisuele animaties die het leven van Boelgakov in zijn context plaatsen. Naast deze permanente tentoonstelling worden nog veel andere activiteiten georganiseerd.
TentoonstellingenHet museum organiseert regelmatig tentoonstellingen van werken van bekende Russische en buitenlandse kunstenaars, met een bijzondere aandacht voor illustratoren van de werken van Michail Boelgakov. Aan de ingang van het museum worden levensgrote illustraties tentoongesteld van de bekende Russische tekenaar en ontwerper Pavel Orinjanskij.
FestivalsHet museum is bekend voor zijn festivals, en in het bijzonder voor de jaarlijkse viering van de verjaardag van Michail Boelgakov.
ExcursiesHet museum organiseert regelmatig wandelingen langs de plaatsen die Michail Boelgakov in zijn werken beschrijft, zoals onder meer de vlakbijgelegen Patriarchvijver. Bijzonder gesmaakt zijn de geanimeerde nachtwandelingen, waarbij de deelnemers levende personages uit het werk van Boelgakov ontmoeten. Dat laatste gebeurt ook bij de excursies met Tram 302-bis, die van donderdag tot zondag driemaal daags uitrijdt.
BibliotheekHet Boelgakovhuis beschikt over een uitgebreide bibliotheek, niet alleen van werken van en over Boelgakov, maar ook over de politieke, sociale, economische en culturele context waarin de schrijver leefde. Bezoekers kunnen deze werken raadplegen of aankopen.
Wetenschappelijk werkHet Boelgakovhuis organiseert regelmatig informatie- en discussiebijeenkomsten over het werk en het leven van Boelgakov, en ondersteunt ook wetenschappers en studenten die het bestuderen.
Jelena Martynjoek, de huisfotografe, realiseerde een groot fotoproject rond de roman De Meester en Margarita. Het project, waar drie jaar aan gewerkt wordt, vergde zeventig shootings die meer dan 1.000 foto's opleverden. De opnamen gebeurden op de locaties die in de roman beschreven worden, zoals op het dak van het Pasjkovhuis en in het Boelgakovhuis. De scènes in het Variété Theater werden gefotografeerd in het Moskouse Kunsttheater MChAT, waar de stukken van Michail Boelgakov werden opgevoerd en waar hij zelf ook nog heeft gewerkt. In de lente van 2013 werd een speciale uitgave van de roman gepubliceerd met foto's uit deze reeks.
Op de Nacht van de Musea, die elk jaar in Moskou wordt georganiseerd, is het Boelgakovhuis een van de grote publiekstrekkers. Elk jaar wordt er bewaarheid wat Boelgakov zelf in De Meester en Margarita beschreef: "Daar beneden vormde zich een dubbele rij van ettelijke duizenden, waarvan de staart zich ergens op het Koedrinskajaplein moest bevinden".
Het Boelgakovhuis is ook een geliefde pleisterplaats in Moskou voor bekende personen, die vaak hun voorliefde voor Boelgakov en De Meester en Margarita te kennen geven, zoals filmregisseur Joeri Kara en acteur Daniel Radcliffe.

### Café 302-bis
Het Café 302-bis is een pleisterplaats in het Boelgakovhuis waar de bezoekers kunnen verpozen met drank of gebak in de sfeer van de jaren 30.

### Theater Boe...!
Het Theater Boe...! begon als een gezelschap van jonge acteurs, die leven gaven aan de personages uit de romans van Boelgakov die de deelnemers aan de excursies in Moskou op hun tocht kunnen tegenkomen. Daarnaast geven de jonge acteurs ook voorstellingen van hoofdzakelijk improvisatietoneel.

### Theater M.A. Boelgakov
Het Theater M.A. Boelgakov is een kleine theaterzaal met 126 zitplaatsen. Meerdere keren per week gaan er voorstellingen door, met op het repertoire toneelstukken van Michail Boelgakov, maar ook met bewerkingen van zijn romans. Een vaak geziene gast is het theatergezelschap van de Russische regisseur Sergej Aldonin.

### Behemoth
Een van de blikvangers van het Boelgakovhuis is een permanente bewoner van het huis, die op veel bijval van de bezoekers kan rekenen. Het gaat om een grote, zwarte kat, die, naar een van de personages van De Meester en Margarita, de naam Behemoth heeft gekregen.

## Tegenstanders en rivalen
Naarmate de werking van het Boelgakovhuis meer succes kreeg, begon het ook tegenstanders en rivalen te krijgen.
- Een van de grootste tegenstanders van het Boelgakovhuis is de zelfverklaarde "bewaarder van het Russisch cultureel erfgoed" Aleksandr Morozov, die het oeuvre van Boelgakov als satanisch beschouwt. Op 22 december 2006 drong hij de opslagplaats van het Boelgakovhuis en het atelier van hun kindertheater binnen en vernielde de inboedel.[22] Er werd voor 100.000 dollar schade aangericht. Het Boelgakovhuis moest de deuren sluiten, maar kon op 1 januari 2007 opnieuw starten.
- Ook van officiële zijde kwam er tegenstand. De bekende schrijfster, critica en historica Marietta Tsjoedakova kreeg van het Departement van Cultuur van de stad Moskou de toelating om in het appartement nummer 50 een officieel museum op te richten.[23] Het Museum M.A. Boelgakov werd feestelijk geopend op 15 mei 2007. Inna Misjina, de zus van Tsjoedakova, werd directrice. Het officiële museum kon echter moeilijk dezelfde dynamiek ontwikkelen als de benedenburen, en ging ten onder aan interne strubbelingen. Op 14 mei 2012, één dag vóór de vijfde verjaardag van het museum, maakte het Departement van Cultuur bekend dat Misjina ontslagen was, en dat er een wedstrijd zou uitgeschreven worden voor een nieuw management. Op 9 oktober 2012 werd het beheer toevertrouwd aan de Italiaanse architect Gabriele Filippini. Bij zijn aanstelling verklaarde deze laatste dat hij ambitieuze plannen heeft voor het museum en de onmiddellijke omgeving, en dat hij bereid is om samen te werken met iedereen die de erfenis van Boelgakov wil eren, met inbegrip van het Boelgakovhuis en Marietta Tsjoedakova.[24]